# أويلاغو
بلدية أويلاغو (بالإسبانية: Huélago) هي بلدية تقع في مقاطعة غرناطة التابعة لمنطقة أندلوسيا جنوب إسبانيا.

## الديموغرافيا
بلغ عدد سكان بلدية أويلاغو 351 نسمة عام 2011 (وفقاً للمعهد الوطني الإسباني للإحصاء).
| 683 | 617 | 512 | 455 | 403 | 391 | 351 |